# Habenaria regnellii
Habenaria regnellii är en orkidéart som beskrevs av Célestin Alfred Cogniaux. Habenaria regnellii ingår i släktet Habenaria och familjen orkidéer. Inga underarter finns listade i Catalogue of Life.